# Рохинджа (язык)
Рохинджа — язык народа рохинджа, проживающего в штате Ракхайн на западе Мьянмы и в округе Кокс-Базар в Бангладеш. Наиболее близок к читтагонгскому диалекту бенгальского языка, распространённому в области Читтагонг на юго-востоке Бангладеш.

## Письменность
В качестве письменности для языка рохиджа в разное время использовались арабский алфавит, алфавит ханифи и бирманский алфавит; в настоящее время используется главным образом алфавит, основанный на латинице.
Первые тексты на языке рохинджа были написаны более 200 лет назад с использованием арабского письма. Во время британского господства в штате Ракхайн (1826—1948 годы), народ рохинджа использовал в качестве письменных языков английский и урду. После обретения независимости в 1948 году основным письменным языком становится бирманский. Начиная с 1960-х годов учёные рохинджа стали разрабатывать письменность для записи языка рохинджа. В 1975 году была предложена письменность на основе арабского алфавита; другие учёные предлагали также арабскую письменность в виде модифицированного алфавита, используемого для записи урду.
Молана Ханиф и его коллеги разработали для записи языка новый алфавит, известный как ханифи. Ханифи использует главным образом арабские буквы с заимствованиями некоторых символов из латиницы и бирманского алфавита; записывается справа налево. Данный алфавит был подвергнут критике из-за того, что некоторые символы были сильно похожи друг на друга, что могло повлечь путаницу. Несмотря на это, алфавит ханифи используется и сегодня; он был добавлен в Юникод в версии 11.0, вышедшей в июне 2018 года.
Латиница, используемая для записи языка рохинджа, включает в себя стандартные 26 букв латинского алфавита, а также 2 дополнительных символа: ç и ñ.
Алфавит на основе латиницы:
| A a | B b | C c | Ç ç | D d | E e | F f |
| G g | H h | I i | J j | K k | L l | M m |
| N n | Ñ ñ | O o | P p | Q q | R r | S s |
| T t | U u | V v | W w | X x | Y y | Z z |

## Фонология

### Согласные
Для языка рохинджа характерны 25 согласных фонем; ещё несколько согласных используются только в заимствованных словах.
|               | Губно- губные | Губно- зубные | Зубные/ Альвеолярные | Ретрофлексные | Палатальные | Заднеязычные | Глоттальные |
| ------------- | ------------- | ------------- | -------------------- | ------------- | ----------- | ------------ | ----------- |
| Взрывные      | p b           |               | t̪ d̪                  | ʈ ɖ           | ɟ           | k ɡ          | ʔ           |
| Носовые       | m             |               | n                    |               | ɲ           | ŋ            |             |
| Фрикативные   |               | f             | s z                  |               | ʃ           | x            | h           |
| Одноударные   |               |               | ɾ                    | ɽ             |             |              |             |
| Аппроксиманты | w             |               |                      |               | j           |              |             |
| Боковые       |               |               | l                    |               |             |              |             |

### Гласные
В языке имеется 6 гласных фонем и несколько дифтонгов.